# شان سنت‌لجر
شان سنت‌لجر (زادهٔ ۲۸ دسامبر ۱۹۸۴) بازیکن فوتبال اهل کشور ایرلند است.
وی سابقهٔ ۳۲ بازی و ۳ گل ملی را برای تیم ملی ایرلند دارد و پست تخصصی این بازیکن، دفاع است.